# アメリア・ベガ
アメリア・ベガ（Amelia Victoria Vega Polanco de Guerra、1984年11月7日 - ）はドミニカ共和国のモデル・歌手。2003年、第52回ミス・ユニバース世界大会優勝。ドミニカ共和国代表として初。マサチューセッツ州ボストン在住。
父Otto Vega Rasukはニューヨークとマイアミにオフィスを持つ開業医。母Patricia Polanco Alvarezは女優でミス・ワールド1980に出場したミス・ドミニカ共和国のタイトルホルダーである。また、ベガは歌手のフアン・ルイス・ゲラの姪である。

## 経歴
1984年11月7日、サントドミンゴに生まれる。出生名	Amelia Vega Polanco。サントドミンゴのBarbizon Modelling and Acting School卒業。
2002年、ミス・ドミニカ共和国に選出され、ミス・ユニバース2003の参加資格を得る。
2003年6月3日、パナマ市で開催された世界大会で優勝。特別賞のベスト・ナショナル・コスチューム部門も受賞。ミス・ユニバースとベスト・ナショナル・コスチュームを受賞したのは大会史上3人目である(残りは1988年タイ王国代表ポーンティップ・ナキランカノークと1998年トリニダード・トバゴ代表ウェンディ・フィッツウィリアム)。大会中ベガは、袖の部分にビーズ糸の装飾が施された白のガウンを着用していた。
ミスとしての任期の間、ベガはGlobal Health Council、Cable Positive、amfAR、Elizabeth Glaser Pediatric AIDS Foundation、God's Love We Deliverといった国際的なHIV/AIDSの啓蒙団体で働くことになり、世界中をまわる。彼女は著名なセレブリティとして国際機関と共に働き、AIDS/HIV の理解促進と意識高揚、関係団体への募金を呼び掛け、その疾病の予防に貢献した。
また、この年ミス・ユニバース財団を代表した姉妹受賞者は Tami Farrell (ミス・ティーンUSA、オレゴン州) とSusie Castillo (ミスUSA、 マサチューセッツ州)である。
大富豪ドナルド・トランプに提供されたニューヨーク のアパート ―ミス・ユニバースの副賞の一部― を拠点に、ドイツ、スイス、エクアドル、カナダ、チリ、中国、インドネシア、メキシコ、プエルトリコ、タイ王国、ベトナム、ロシアを歴訪。ベガはその間にも何回かドミニカへ帰国しており、サントドミンゴで開かれた2003年度パンアメリカン競技大会では名誉メダルを授与されている。またその次の年にはラテン音楽の祭典 Festival Presidente de Música Latinaで共同司会者の一人として働いている。

## キャリア

### モデルとして
祖国のMujer UnicaやOh! Magazineといった雑誌から、COSMOPOLITAN、Caras、 Vanidades、ハーパース・バザー、Glamour、 Selectaといった国際的な雑誌まで、多くの表紙を飾っている。
また、4年間に渡り化粧品販売会社Cover Girlの広告モデルを務める。

### 歌手として
叔父で歌手のフアン・ルイス・ゲラとマディソン・スクエア・ガーデンおよびアメリカン・エアラインズ・アリーナで共演する(歌手デビュー)。
2010年4月26日、自身初となる歌"Pasa un Segundito"(直訳すると「ちょっと待って」)をiTunes上でリリース。2010年夏にはCD "Agua Dulce"（「甘い水」）をリリース。

### 女優またはテレビ出演者として
2004-2005年、リアリティーショーVoces de América,の司会者を務め、テレムンド(米国のスペイン語テレビ局)で放映される。6万人以上の人々が参加した "Festival Presidente" にも参加し、その後はアメリカ合衆国とラテンアメリカ諸国で放送された"Suegras"という番組で司会を務めている。2010年にはメキシコのリアリティーショー"Segunda Oportunidad" でチリ人のRafael Aranedaとともに共同司会。
映画では、2005年にはアンディ・ガルシア監督・The Lost Cityに出演。2008年には『天使にラブ・ソングを…』のウーピー・ゴールドバーグ 、『Scrubs〜恋のお騒がせ病棟』のDonald Faisonらと"Homie Spumoni"で共演。
この他、ドミニカ共和国のAventuraというバチャータ歌手グループの"Mi corazoncito"（"私の愛しの人"）という曲のPVに出演している。

### ビジネスパーソンとして
"Essence by Amelia Vega"という名のブティックを、彼女が生活しているフロリダ州マイアミに所有。また、いくつかのチャリティー団体とも協力している。

## テレビ出演
- Miss Universe (2003年) (テレビショー) (優勝者)
- Late Show with David Letterman (1回、2003年7月8日)
- Miss Universe (2004年) (テレビショー) 2003年度優勝者として
- Premios Fox Sports 4ta (2006年) (テレビショー)
- Despierta América (2回、 2004年3月18日 及び 2004年12月12日)
- El escándalo del mediodía (1回、 2004年10月1日)
- Premios juventud 2004: Acceso total (2004) (テレビショー)
- Noche de estrellas: Premios juventud 2004 (2004) (テレビショー)
- Premios juventud 2004 (2004) (テレビショー)
- Cristina: El 15 aniversario (2004) (テレビショー)
- Don Francisco presenta(テレビショー) (3話 2003年10月9日、2004年6月16日、2005年4月13日)
- El Show de Cristina (1話、Los machos、 2007年)
- Suegras (TV series) (回数不明, 2007年) (司会者)
- La Tijera 2010年
- EscandaloTV 2010年
- Juntos por Haiti Republica Dominicana  2010年1月 (ハイチ地震に関する支援番組)
- Despierta America 2010年
- El Gordo y la Flaca 2010年
- Premios Fox Sports 2010年
- Segunda Oportunidad (全話)(司会)
- Ventaneando 2010年

## 私生活
2003年、プエルトリコ出身の俳優シャリム・オルティスと婚約するも結婚せず（シャリムはその後他の女性と結婚している）、2006年頃からコロンビア人の実業家と交際し、2009年頃に婚約している。
2011年12月24日、バスケットボール選手のアル・ホーフォードと結婚。2015年2月23日、第1子誕生。2016年11月27日、第2子誕生。